# اینتل آی‌ایکس‌پی۲۴۰۰

## پردازنده‌های شبکه IXP2400
پردازنده شبکه ای IXP2400 سطح جدیدی از هوشمندی و کارایی را برای کاربردهای edge و access ارائه می‌دهد و تحقق QoS مناسب، اجرای توافقات سطح سرویس(Service Level Agrrements) و مهندسی ترافیک را در 48/2.5Gbps و نرخ داده 4Gbps فراهم می‌کند.
این توانایی‌ها اجازه می‌دهند OMEها و فراهم کنندگان سرویس (Service Providers) امکانات متمایزی را ارائه دهند و سرویس‌هایی را به مشتریانشان عرضه کنند که به طور کارآمد منابع شبکه و پهنای باندشان را مدیریت کند.
IXP2400 مجموعه ویژگی‌های ایده‌آلی را برای پشتیبانی نیازهای edge و access با سرعت خط تا 48/2.5Gbps و ۴×1GbE دارد.
کارایی و انعطاف‌پذیری IXP2400 آن را برای کاربردهایی با کارایی بالا مثل سوئیچ‌های multi-service, DSLAMs(DSL access multiplexers)، امکانات CMTS(Cable Modem Termination System) و ساختار بیسیم نسل ۲٫۵ و ۳ و سوئیچ‌های لایه ۴ تا ۷ شامل تنظیم کننده‌های بار مبتنی بر متن و دیواره‌های آتش مناسب می‌کند.
قابل برنامه‌ریزی بودن IXP2400 همچنین آن را برای استفاده در دروازه‌های VoIP و Platformهای دسترسی چندسرویسی(multi-service access platforms)، روترهای edge، متمرکزکننده دسترسی‌های remoteی(remote access concentration)و دروازه‌های VPN مناسب می‌سازد.

### معماری

#### واسط‌ها
واسط‌های خارجی که پردازنده شبکه ای IXP2400 را پشتیبانی می‌کند شامل موارد زیر هستند:
1. 32b RX and TX که پروتکل‌های Utopia1,2,3 , POS-PHY-L2 , SPI3 و CSIX را پشتیبانی می‌کند. این واسط می‌تواند به طور مستقل پیکربندی شود و در کلاک ساعت 25MHz تا 125MHz عمل کند. در 125MHz، واسط 4Gbps پهنای باند را در داخل و خارج Chip فراهم می‌کند.
2. باس کنترل جریانCSIX 4b/8b که برای ارتباط اطلاعات کنترل جریان fabric به خروجی IXP2400 استفاده می‌شود. در 125MHz، این واسط تا 1Gbps حداکثر پهنای باند را برای پیام‌های کنترلی جریان فراهم می‌کند.
3. یک کانال DDR DRAM که در کلاک 150MHz تا 300MHz اجرا می‌شود. 19/2Gbps حداکثر پهنای باند DRAM را فراهم می‌سازد. کانال می‌تواند تا 2GB از DRAM را پشتیبانی کند.
4. دو کانال QDR SRAM که در کلاک 200MHz تا 400MHz کار می‌کنند. 12/8Gbps از پهنای باند واقعی و 12/8Gbps پهنای باند نوشته شده را فراهم می‌کنند. تا 32Mb از SRAM می‌تواند در دو کانال تخصیص داده شود.
5. یک PCI، 64b که در 66MHz اجرا می‌شود. حداکثر پهنای باند 4/2Gbps را فراهم می‌کند.

#### ساختار درونی IXP2400

##### Intel XScaleTM Core
یک پردازنده RISC 32بیتی جامع همه منظوره است که برای بارگذاری و مدیریت پردازنده شبکه استفاده می‌شود. همچنین برای مدیریت استثناءها، پردازش Slow-path و سایر وظایف کنترلی کاربرد دارد. ساختار Intel XScale یک لیست وسیع از ویژگی‌های ساختاری را به هم آمیخته که باعث می‌شود بتواند به کارایی بالا دست یابد.

##### Microengines(MEs)
اکثر پردازش‌های قابل برنامه‌ریزی بسته‌ها در IXP2400 توسط میکروموتورها انجام می‌شود. هشت میکروموتور وجود دارد که در دو دسته چهارتایی متصل می‌شوند. این میکروموتورها به همه منابع تقسیم شده مثل SRAM, DRAM, MSF و ارتباطات خصوصی بین میکروموتورهای مجاور دسترسی دارند.
میکروموتور پشتیبانی از کنترل نرم‌افزاری عملیات multi-threading را فراهم می‌کند.
هشت میکروموتور که 5/4Giga عملیات را در ثانیه پشتیبانی می‌کنند، برنامه‌ریزی بسیار انعطاف‌پذیر و توان پردازش برای رسیدن به سرعت خط 2.5Gbps و 4Gbps را فراهم می‌کنند.
- سازماندهی ۴ تا ۸ وظیفه که هر وظیفه شمارنده برنامه و رجیسترهای خاص خود را دارد برعهده دارد یعنی امکان داشتن ۲۴ موضوع موازی در سیستم وجود دارد.
- ویژگی‌های ذخیره محلی دارند.
- دارای سخت‌افزار CRC هستند.
- تولیدکننده اعداد تصادفی نیز در آن‌ها وجود دارد.
- تنوع سخت‌افزاری ایجاد می‌کند که ۸×۲۴ ،۱۶×۱۶ و ۳۲×۳۲ را پشتیبانی می‌کند.
- دارای (CAM)Content Addressable Memory است که جستجوی موازی را در ۱۶ تا ۳۲ بیت از ورودی انجام می‌دهد. و نتیجه ۹ بیتی جستجو را گزارش می‌کند.
- اعمال چند Task را بر روی یک داده بهبود می‌بخشد.

##### DRAM
کنترلر حافظه مسئول کنترل DDR DRAM است و مکانیسمی برای دسترسی سایر واحدهای عملیاتی به DRAM فراهم می‌کند. کانال DRAM می‌تواند DIMM تکی یا دوتایی باشد. DRAM فضای آدرس 2GB دارد. نوشتن و خواندن روی DRAM به وسیله میکروموتورها، XScale و باس PCI انجام می‌شود.
آن‌ها به وسیله یک باس دستور و باس‌های Pull و Push به کنترلرها متصل هستند.کنترلرهای حافظه دستورات را از منابع می‌گیرند و به آن‌ها سرویس می‌دهند.

##### RDRAM
در IXP2800 شامل ۳ کانال DRAM از نوع Rambus است که به صورت همروند عمل می‌کنند. همچنین از ECC و Parity پشتیبانی می‌کند.

##### SRAM
دو کنترلر SRAM مجزا دارد که هرکدام QDR همزمان Pipelining را پشتیبانی می‌کند. اگر کاربرد به استفاده از آن‌ها نیاز نداشته باشد، هرکدام یا همه کنترلرها می‌توانند مستقر نشوند. SRAM به وسیله میکروکنترلرها، XScale و واحد PCI قابل دسترسی است.
ارزیابی کارایی نشان می‌دهد که پردازنده Intel IXP2400 یک محصول ایده‌آل برای دستیابی به نیازها در سرعت خط OC-48 است.

##### Miscellaneous
شامل ۴ مورد است:
UART: استفاده از استاندارد RS232 به منظور عیب یابی.
TIMER: دارای تایمرهای ۴ تا ۳۲ بیتی است.
GPIO: دارای ۸ پایهٔ ورودی/خروجی همه منظوره است که می‌تواند به عنوان منبع وقفه برای هسته XScale و Clock برای تایمر استفاده شود.
Interrupt Controller: امکان توانمند سازی یا مسدود کردن وقفه‌ها را فراهم می‌سازد.